# منتخب فرنسا لكرة السلة للسيدات
منتخب فرنسا الوطني لكرة السلة للسيدات هو المنتخب الذي يمثل فرنسا في منافسات كرة السلة الدولية للنساء، والذي يقوم إتحاد فرنسا لكرة السلة بإدارة شؤونه، يعتبر من أقوى منتخبات أوروبا في كرة السلة، أفضل إنجازاته هو تمكنه من احراز الميدالية الفضية في دورة الألعاب الأولمبية الصيفية 2012 في لندن وإحرازه المركز الثالث في بطولة العالم لسنة 1953، إحتل في ديسمبر 2015 المركز الرابع في تصنيف فيبا لكرة السلة.

## وصلات خارجية
- الموقع الرسمي